# Кебрада-де-Витор
Кебрада-де-Витор (исп. Quebrada de Vitor) — пересыхающая река на севере Чили в области Арика-и-Паринакота. Истоки реки находятся на Андском плоскогорье вблизи заповедника Лас-Викуньяс. Далее река течёт на запад, пересекая плоскогорье Пампа-де-Тамаругаль и впадает в Тихий океан в бухту с одноимённым названием.
Река протекает по территории коммун Арика, Камаронес и Путре. Главные притоки — реки Гарса, Онда, Дьябло, Кобиха и Умирпа.